# Капская колея

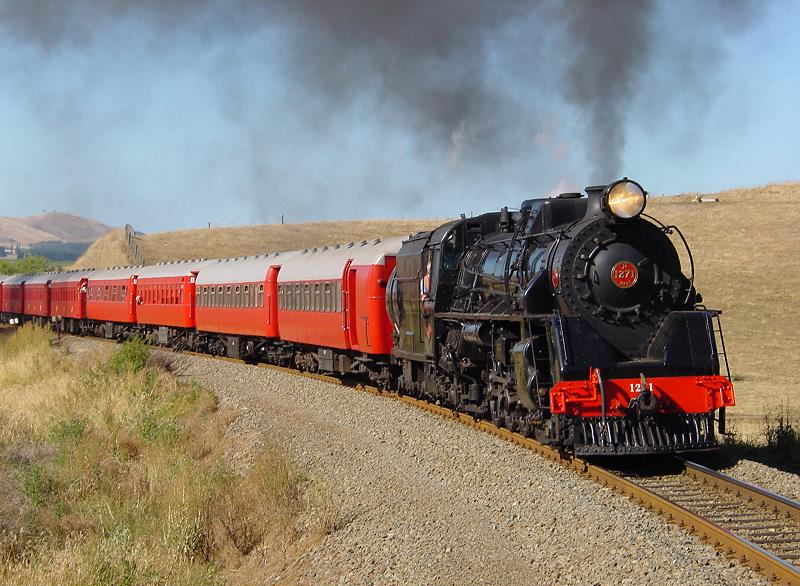
Поезд на паровой тяге на капской колее в Новой Зеландии

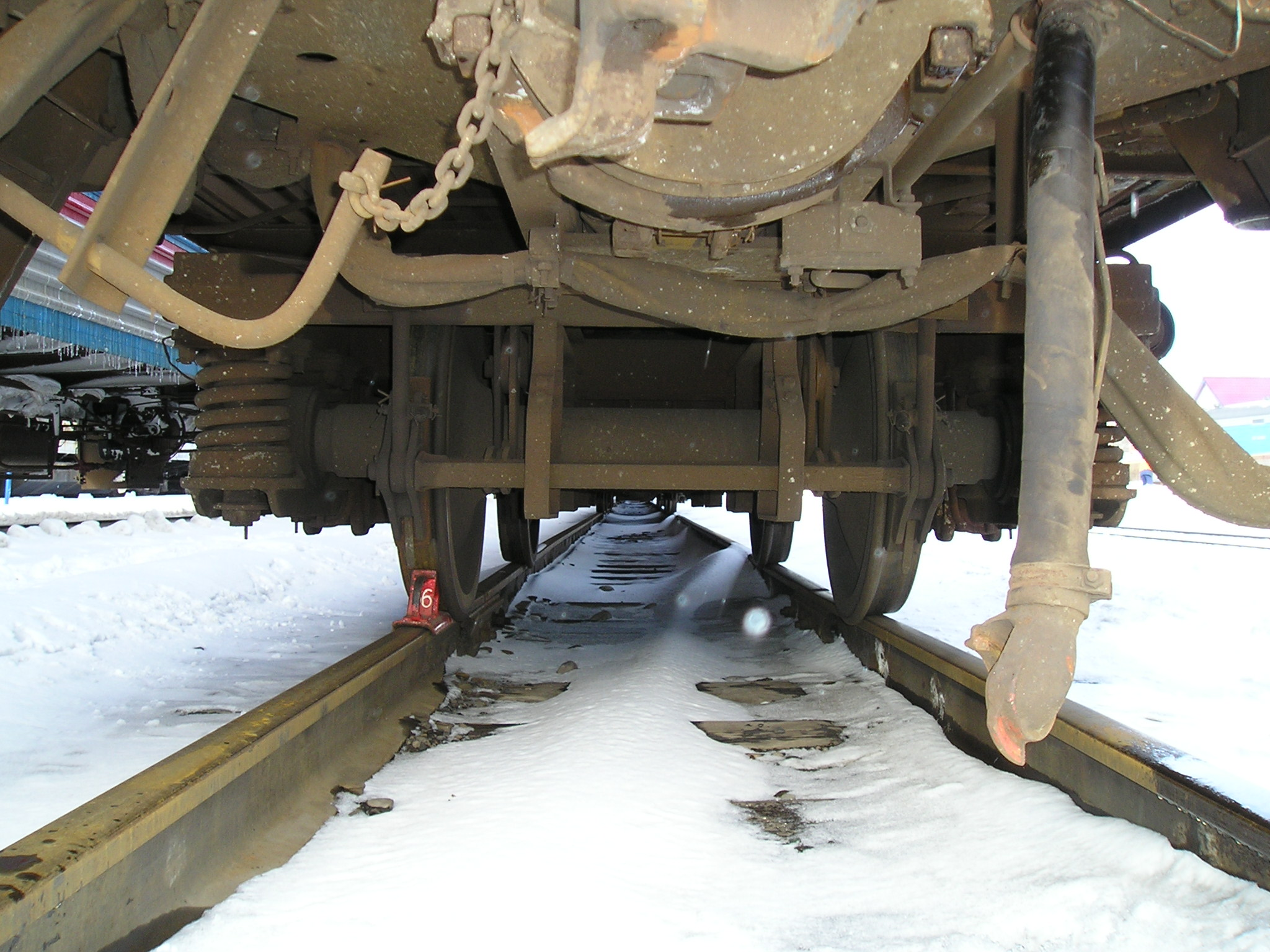
Материковый подвижной состав колеи 1520 мм на капской колее (1067 мм) острова Сахалин. Обратите внимание на значительное расстояние между буксой и колесом (перестановка вагонов).

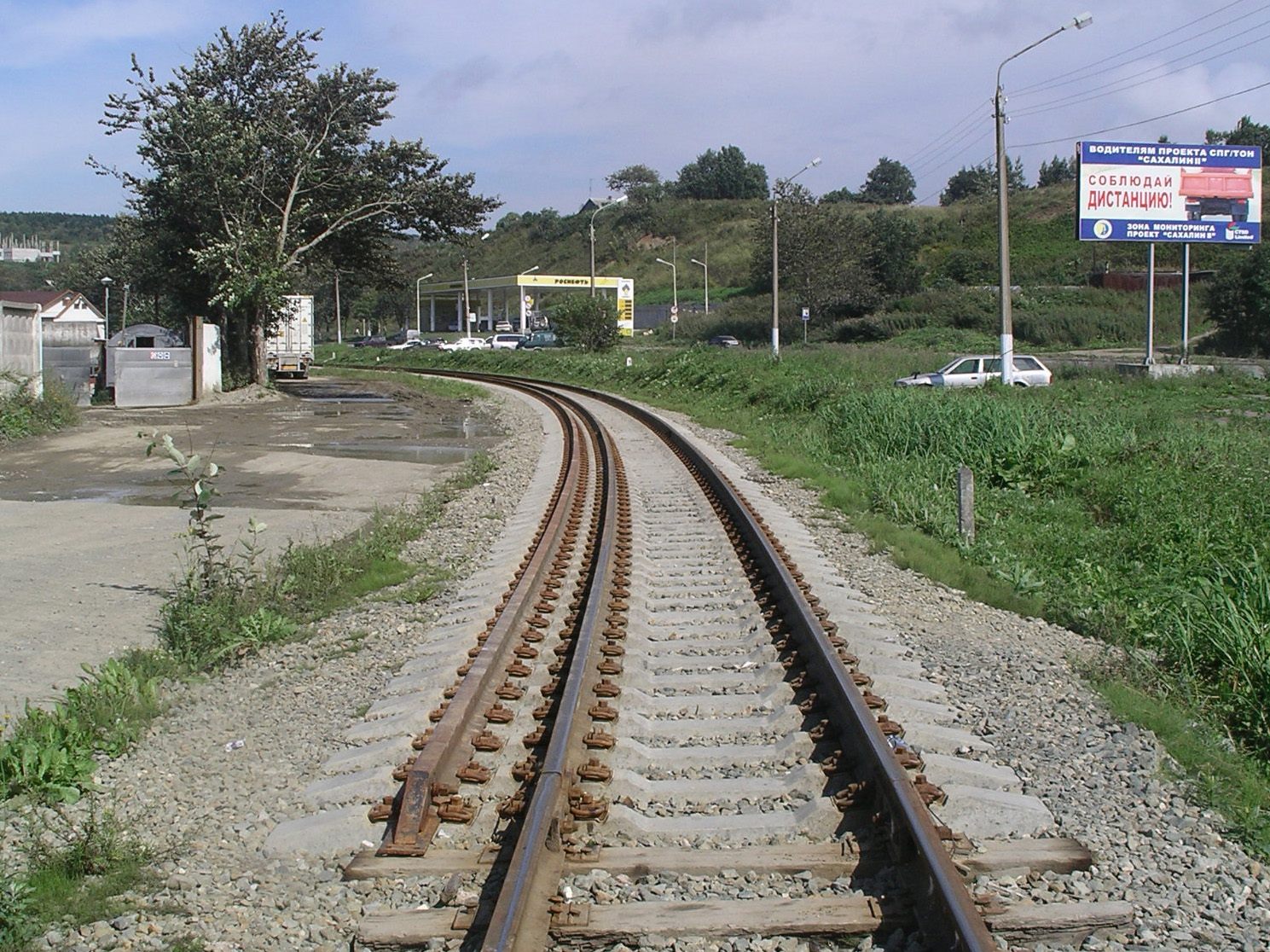
Сахалинская область, перешивка японской колеи на русскую.

Ка́пская колея́ — ширина железнодорожной колеи, равная 1067 мм. Общая протяжённость дорог с Капской колеёй оценивается в 112 тысяч километров. Капская колея является самой широкой из распространённых стандартов узкоколейных дорог и выполняет роль магистральных железных дорог со значительным объёмом грузовых и пассажирских перевозок во многих странах. Значение 1067 мм, которое выглядит необычно в метрической системе, при переводе в футы соответствует круглой величине 3,5 фута или 3 фута 6 дюймов. Исторически, многие стандарты колеи принимались именно в футах, и зачастую соответствовали круглым величинам в этих мерах длины.
Своё название колея получила, поскольку в 1873 году она была применена в английской Капской колонии (ныне — ЮАР). Однако впервые такая колея была применена норвежским инженером Карлом Пихлом в 1861 году.
Железные дороги с шириной колеи 1067 мм эксплуатируются в государствах южной и центральной Африки, в Индонезии, на Тайване и Филиппинах, в Новой Зеландии, Доминиканской Республике, к ним принадлежит часть линий в Австралии и Японии. Сюда же входят и исторические железнодорожные пути на острове Сахалин, доставшиеся СССР в 1945 году от Японии после освобождения Южного Сахалина. Однако по решению ОАО «РЖД» с 2003 года началась реконструкция Сахалинской железной дороги, включающая и перешивку колеи на принятый в СССР и в СНГ стандарт ширины, равный 1520 мм. Работы были завершены в августе 2019 года.

Капская колея в России применялась впервые… в 1806 году на Змеиногорском руднике. Ведь 1067 мм это как раз половина русской сажени. С такой колеёй были построены некоторые линии Архангельской и Новгородской дороги.— 
Исторически сложилось, что таллинский трамвай (с 1888 года) имеет ширину колеи 1067 мм. Эту же ширину колеи имеет большинство трамвайных систем в Японии. Знаменитый канатный трамвай Сан-Франциско тоже использует капскую колею.